# Fionn mac Cumhail
Fionn mac Cumhail – legendarny wojownik w mitologii irlandzkiej.
Opowieści o Fionnie wchodzą w skład tzw. cyklu feniańskiego. Według legendy Fionn był słynnym wodzem grupy wojowników i myśliwych nazywających się Fianna. Synem Fionna był Oisín.
"Fionn” (lub „Finn”) to w rzeczywistości pseudonim oznaczający „jasny” – w odniesieniu do koloru włosów, a w niektórych wersjach – również „biały”, co dotyczy czystości.

## Legenda
Jego ojcem był przywódca Fianna, Cumhal, a matką – Muirne. Gdy Fionn był małym dzieckiem, Cumhail zginął z rąk swego rywala, którym był Goal mac Morn. Matka wysłała wtedy Fionna pod opiekę dwóch kobiet: druidki Bodhmall oraz wojowniczki i nauczycielki o imieniu Liath Luachra. U nich otrzymał solidne wykształcenie w dziedzinach uważanych wtedy za istotne dla młodego Irlandczyka z jego grupy społecznej. Gdy dorósł, powrócił do społeczeństwa. Przeszedł i zdał wyjątkowe testy, niezbędne, aby móc się przyłączyć do Fianna. Chciał pójść na służbę kilku królów, ale każdy z nich odmówił, bojąc się zemsty Goala.
Następnie Fionn spotkał na brzegu rzeki Boyne poetę i uczył się u niego przez siedem lat. Pod koniec tego okresu poeta złowił Łososia Wiedzy (ang. Salmon of Knowledge), a Fionn, nieświadomy posiadanej przez tę rybę mocy, ugotował ją dla swego mistrza. Podczas gotowania przebił niechcący widniejącą na ciele łososia bliznę, czym sparzył sobie kciuk, do którego przykleił się kawałek skóry łososia. Ssąc bolący palec, Fionn połknął ten kawałek, wchłaniając w ten sposób mądrość łososia. Dowiedział się, jak wziąć odwet na Goalu, i, w późniejszych opowieściach, był zdolny przywołać moc łososia ssąc swój kciuk.
Finn MacCool odznaczał się tak wielką dzielnością, że Goal nie sprzeciwiał się, kiedy Fianna okrzyknęła go swoim nowym wodzem i stał się jednym z jego najbardziej zaufanych żołnierzy, z czasem poślubiając jedną z jego córek. Finn MacCool zawiódł się jednak na przyjaźni z Goalem kiedy ten zabił jego syna. W pościgu, został złapany w pułapkę i nie chcąc się poddać umarł z głodu. Finn MacCool miał w zwyczaju powtarzać powiedzenie Goala : „Człowiek może przeżyć swą śmierć, ale nie utratę honoru.” W jednej z wersji tej opowieści Fionn zabił Goala i resztę jego ludzi.
Kolejnym sławnym wyczynem drużyny Fenian pod dowództwem Finna MacCoola był trwający 16 lat pościg za Diarmuidem Ua Duibhne, wychowankiem boga Aengusa, który porwał Gráinne, córkę najwyższego króla Cormaca Mac Arta przeznaczoną dla Finna MacCool jako żonę. Fenianie byli niestrudzeni i z czasem doszło do zawarcia porozumienia, jednakże Finn nigdy nie wybaczył tej ujmy na honorze i ucieszył się kiedy Diarmait został śmiertelnie raniony na polowaniu.
Fionn miał kilka żon. Sadb, córkę Bodb Dearg. Z którą miał syna Oisina, Áine, z którą miał dwóch synów, poetkę Créd, nieznaną z imienia córkę greckiego króla, Maer i Maigneis. Ostatnią jego żoną była Graine, która nie chcąc wyjść za niego uciekła z Diarmuidem Ua Duibhne.
Według legendy to on zbudował Groblę Olbrzyma, po której miał przejść suchą nogą do Szkocji. Pewnego razu zaś wyrwał z ziemi część Irlandii, aby rzucić nią w swojego przeciwnika, lecz nie trafił, i kawał ziemi wylądował w Morzu Irlandzkim, stając się Wyspą Man; miejsce, z którego zaczerpnął ziemi, zostało natomiast jeziorem Lough Neagh.
Przekazy o śmierci samego Finna MacCool są niejednoznacze. Jedne sagi mówią, że poległ próbując zapanować nad buntem feniańskich wojowników, inne utrzymują, że nie umarł lecz jest pogrążony w śnie w jaskini aż do czasu gdy Irlandia będzie potrzebować jego pomocy.

## Inne wersje imienia
- Finn
- Finn mac Cool
- Finn mac Coul
- Finn mac Cumhail
- Finn McCool
- Fionn
- Fionn mac Cool
- Fionn mac Coul
- Fingal (według tradycji szkockiej w „Pieśniach Osjana” Jamesa Macphersona)

- Finn to również imię legendarnego króla Fryzji.
- Do Fionna nawiązuje również głośne dzieło Jamesa Joyce’a – „Finnegans Wake”.